# فردریک نورث
فردریک نورث (انگلیسی: Frederick North, Lord North؛ ۱۳ آوریل ۱۷۳۲ – ۵ اوت ۱۷۹۲) یک سیاست‌مدار اهل پادشاهی بریتانیای کبیر و نخست وزیر آن کشور بود.
وی همچنین برنده جوایزی همچون نشان بند جوراب شده است.